# Japon aux Jeux olympiques d'été de 1976
Le Japon participe aux Jeux olympiques d'été de 1976 à Montréal au Canada. 213 athlètes japonais, 153 hommes et 60 femmes, ont participé à 119 compétitions dans 20 sports. Ils y ont obtenu 25 médailles : 9 d'or, 6 d'argent et 10 de bronze.

## Médailles
| Médaille | Discipline    | Épreuve                                      | Athlète | Performance | Date |
| -------- | ------------- | -------------------------------------------- | --- | ----------- | ---- |
| Or       | Gymnastique   | Concours par équipes hommes                  | Shun Fujimoto Igarashi Hisato Hiroshi Kajiyama Sawao Kato Eizo Kenmotsu Mitsuo Tsukahara                                                                                 |             |      |
| Or       | Gymnastique   | Barres parallèles hommes                     | Sawao Kato |             |      |
| Or       | Gymnastique   | Barre fixe hommes                            | Mitsuo Tsukahara |             |      |
| Or       | Judo          | moins de 80 kg                               | Isamu Sonoda |             |      |
| Or       | Judo          | moins de 93 kg                               | Kazuhiro Ninomiya |             |      |
| Or       | Judo          | Toutes catégories                            | Haruki Uemura |             |      |
| Or       | Volley-ball   | Femmes                                       | Yuko Arakida Takako Iida Katsuko Kanesaka Kiyomi Kato Echiko Maeda Noriko Matsuda Mariko Okamoto Takako Shirai Shoko Takayanagi Hiromi Yano Juri Yokoyama Mariko Yoshida |             |      |
| Or       | Lutte         | Lutte libre - Poids mouche 48-52 kg          | Yūji Takada |             |      |
| Or       | Lutte         | Lutte libre - Poids mi-moyens, 68-74 kg      | Jiichirō Date |             |      |
| Argent   | Gymnastique   | Concours général individuel hommes           | Sawao Kato |             |      |
| Argent   | Gymnastique   | Cheval d'arçons hommes                       | Eizo Kenmotsu |             |      |
| Argent   | Gymnastique   | Saut hommes                                  | Mitsuo Tsukahara |             |      |
| Argent   | Gymnastique   | Barre fixe hommes                            | Eizo Kenmotsu |             |      |
| Argent   | Judo          | moins de 70 kg                               | Koji Kuramoto |             |      |
| Argent   | Tir à l'arc   | Hommes                                       | Hiroshi Michinaga |             |      |
| Bronze   | Gymnastique   | Concours général individuel hommes           | Mitsuo Tsukahara |             |      |
| Bronze   | Gymnastique   | Saut hommes                                  | Hiroshi Kajiyama |             |      |
| Bronze   | Gymnastique   | Barres parallèles hommes                     | Mitsuo Tsukahara |             |      |
| Bronze   | Judo          | plus de 93 kg                                | Sumio Endo |             |      |
| Bronze   | Lutte         | Lutte libre - Poids super-mouche –48 kg      | Akira Kudō |             |      |
| Bronze   | Lutte         | Lutte libre - Poids coq, 52-57 kg            | Masao Arai |             |      |
| Bronze   | Lutte         | Lutte libre - Poids légers, 62-68 kg         | Yasaburo Sugawara |             |      |
| Bronze   | Lutte         | Lutte gréco-romaine - Poids mouche, 48-52 kg | Kōichirō Hirayama |             |      |
| Bronze   | Haltérophilie | 52-56 kg                                     | Kenkichi Ando |             |      |
| Bronze   | Haltérophilie | 56-60 kg                                     | Kazumasa Hirai |             |      |